# Języki kuszyckie

Języki kuszyckie oraz inne języki afroazjatyckie

Języki kuszyckie – rodzina języków afroazjatyckich używanych na terenach Rogu Afryki oraz wzdłuż sudańskich i południowoegipskich wybrzeży Morza Czerwonego (w historycznej krainie Kusz). Najważniejszym jej przedstawicielem jest język oromo (ok. 25 mln mówiących). Dużą rolę odgrywają też język afar i język somalijski ze względu na swój status języka urzędowego, odpowiednio w Dżibuti oraz Somalii i Somalilandzie. Niektórzy badacze zaliczają do języków kuszyckich również języki omockie.
Niektóre z języków kuszyckich charakteryzują się występowaniem głosek mlaszczących, co może wskazywać na ich kontakty z rodziną khoisan w zamierzchłej przeszłości.

## Klasyfikacja wewnętrzna
Języki kuszyckie dzielą się na trzy główne zespoły:
- języki wschodniokuszyckie, w skład których wchodzą między innymi:

język afar
język darasa
język hadija
język kembata
język libido
język sidamo
język somalijski
język oromo
- języki środkowokuszyckie, w skład których wchodzą między innymi:

język blin
język aungi
język kajla †
język kwara
- języki południowokuszyckie, w skład których wchodzą między innymi:

język iraku
język burunge
język dahalo – przynależność języka dahalo do rodziny kuszyckiej jest dyskusyjna
Niektórzy specjaliści zaliczają do języków kuszyckich również język bedża.